# Faumuina Mulinu'u II
Fiame Mata'afa Faumuina Mulinu’u II (né le 5 août 1921- et mort le 20 mai 1975) a été un grand chef samoan et le 1er Premier ministre lors de l'indépendance en 1962 des Samoa-Occidentales. Il a été Premier ministre de 1er octobre 1959 à février 1970 et encore de mars 1973 jusqu'à son décès en 1975.

## Biographie
Il est né d'une famille noble et entre en politique en 1957 dans la région de Lotofaga. Ses trois noms Fiame, Mata'afa et Faumuina sont titres de grand chefs principaux au Samoa. Le titre Mata'afa est un des noms les plus élevés du pays (l'un des quatre titres tama ʻaiga). 
Sa femme, Laulu Fetauimalemau, était une ambassadeur des Samoa et une femme politique. Leur fille, Naomi Mata'afa, est une grand cheffe samoane et un membre du parlement et Première ministre depuis 2021.